# Trybuchowce (hromada Husiatyn)
Trybuchowce – wieś na Ukrainie, w  rejonie czortkowskim obwodu tarnopolskiego, w hromadzie Husiatyn.

## Historia
W 1901 działała gorzelnia Mojżesza Kimmelmanna.
W II Rzeczypospolitej stacjonowały tu jednostki graniczne Wojska Polskiego: we wrześniu 1921 w Trybuchowcach wystawiła placówkę 3 kompania 23 batalionu celnego, a po 1924 strażnica KOP „Trybuchowce”.
Do 2020 roku część rejonu husiatyńskiego, od 2020 – czortkowskiego.